# Matthias Maak
Matthias Maak, né le 12 mai 1992, est un footballeur autrichien. Il évolue à SønderjyskE au poste de défenseur central au SC Austria Lustenau.

## Biographie
Il reçoit sept sélections avec les espoirs autrichiens.
Il participe à la Ligue Europa avec le club autrichien du SV Grödig et avec le club danois de SønderjyskE.